# ピート・ムスコプス
ピート・ムスコプス（Piet Moeskops、1893年11月13日 - 1964年11月16日）は、オランダ、ロースデュインネン出身の名自転車競技（トラックレース）選手。

## 経歴
本名は、ピーター・ダニエル・ムスコプス（Pieter Daniel Moeskops）。世界自転車選手権・プロスプリントにおいて、史上初の4連覇を達成した名選手である。また彼の偉大なる功績を讃えられ、ビッグ・ペート（Big Pete）という愛称がつけられた。
父親の商売の手伝いとして、自転車で配達を行っていたことをきっかけに自転車レースに参加するようになり、1914年の国内選手権・アマスプリントで優勝。しかし、同年に勃発した第一次世界大戦の影響を受け、オリンピック等の国際大会が行われなくなったことから、すぐにプロに転向した。
1921年、コペンハーゲンで開催された世界選手権・プロスプリントにおいて、前年の覇者である、オーストラリアのボブ・スピアースを破って同種目初優勝。以後も連覇を続け、1924年に、トーワルド・エレガードが持つ同種目3連覇を超える、4連覇を達成した。
その後、5連覇をかけた、自国・アムステルダムで行われた1925年の世界選手権ではまさかの準決勝敗退となったが、翌1926年は制覇し、5度目の世界一を果たした。しかしその後は、1924年のパリオリンピックのスプリント金メダリストであるルシアン・ミシャールの後塵を拝し続けた。なおミシャールは後に、史上2人目の世界選手権・プロスプリント4連覇を達成した。
1933年に引退。引退後は喫茶店を経営。また、1963年に放送されたフォール・デ・フュイスト・ウェーフ(Voor de vuist weg)という番組に、当時人気司会者だったウィレム・デュィス（Willem Duys）とともに出演し、国民的人気を博した。
また、ナイメーヘンとハウダには、当人にちなんだ名前の通りがある。